# Heligoland
Pour les articles homonymes, voir Heligoland (homonymie).
Heligoland (en allemand Helgoland, du bas allemand ancien signifiant « terre sacrée ») est un archipel d'Allemagne situé dans le sud-est de la mer du Nord. Composé de deux îles voisines, Heligoland et Düne, il est habité par environ 1 150 personnes. L'archipel a appartenu successivement au Danemark puis au Royaume-Uni qui le cède à l'Allemagne en 1890 en vertu du traité Heligoland-Zanzibar. Bien que constituant une commune d'Allemagne de l'arrondissement de Pinneberg du Land de Schleswig-Holstein, Heligoland n'est soumis ni au droit de douane de l'Union européenne ni au régime fiscal allemand car son intégration au territoire douanier allemand n'a pas été effectuée en dépit de son rattachement à l'Allemagne.
Base sous-marine durant les deux guerres mondiales, l'île de Heligoland est le lieu de l'une des plus puissantes explosions conventionnelles volontaires (6 700 tonnes de TNT utilisées) lors de la destruction, le 18 avril 1947, d'installations militaires par les Britanniques qui avaient occupé l'île à la fin de la Seconde Guerre mondiale.

## Géographie

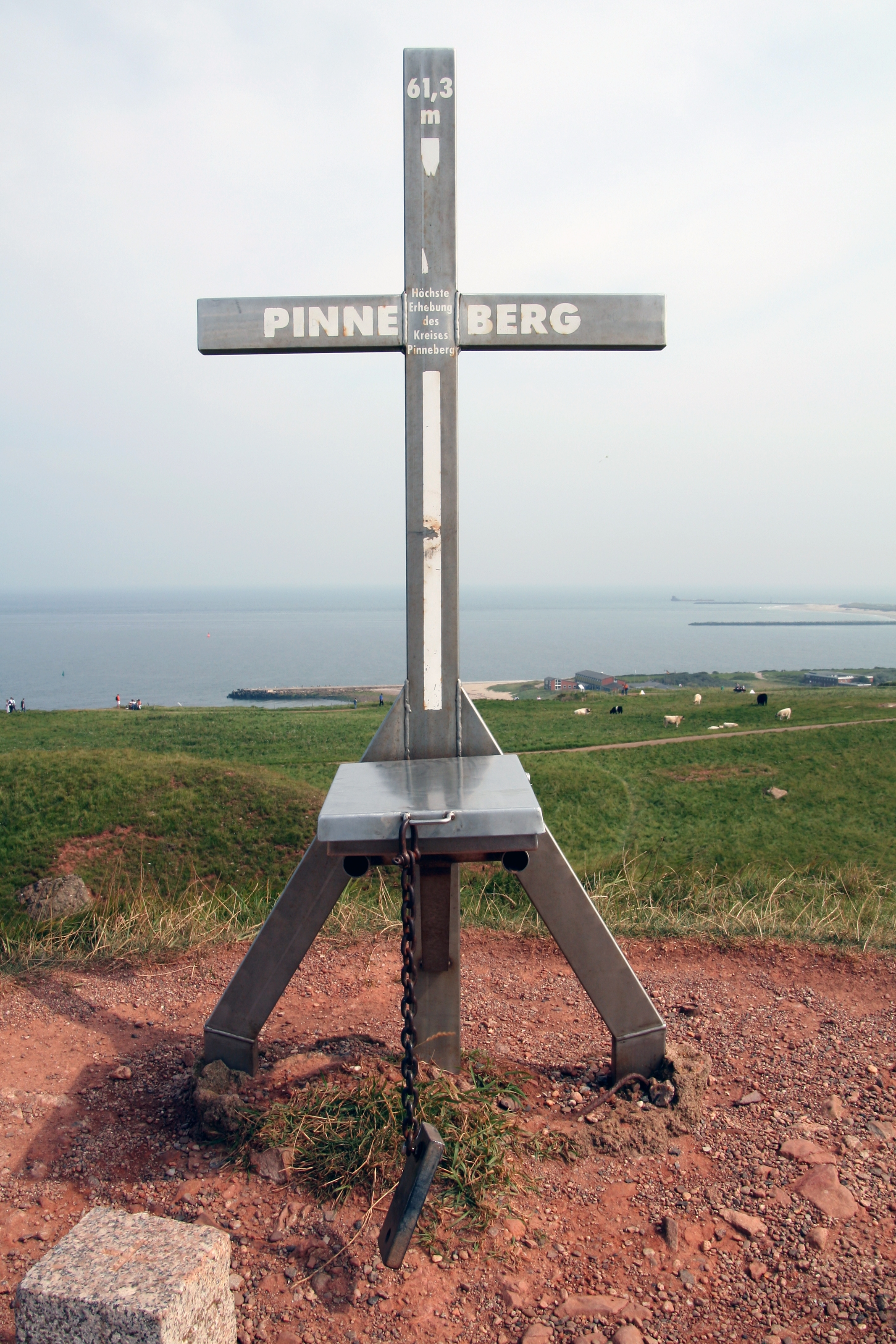
La croix du Pinneberg, le point culminant de l'archipel, de l'île de Heligoland et de l'arrondissement de Pinneberg avec 61,3 mètres d'altitude.

### Localisation
Heligoland est un archipel d'Allemagne situé au large de Cuxhaven et des îles de la Frise-Orientale et Septentrionale, dans le sud-est de la mer du Nord. L'île frisonne de Wangerooge est distante  de 43 kilomètres, la presqu'île d'Eiderstedt de 48 kilomètres, la ville de Cuxhaven de 63 kilomètres, l'embouchure de l'Elbe de 79 kilomètres et la commune de Sylt (sur l'île du même nom) de 85 kilomètres. Cette proximité fait que les eaux territoriales entourant Heligoland sont connectées à celles de l'Allemagne continentale, de sorte que l'archipel n'est pas coupé du territoire allemand. Il est baigné par la baie de Heligoland, une portion de la baie Allemande qui baigne le littoral allemand de la mer du Nord.

### Topographie
L'archipel est composé de deux îles, Heligoland et Düne. Tandis que Düne est sablonneuse, basse et inhabitée, Heligoland est en revanche rocheuse, formant un plateau d'une quarantaine de mètres d'altitude sur une bonne partie de sa superficie, et le lieu de vie des 1 149 habitants. Le point culminant de l'île de Heligoland, de l'archipel et de l'arrondissement dont dépendent les îles est le Pinneberg, un petit relief situé dans le nord du plateau et culminant à 61,3 mètres d'altitude. Non loin de là, à l'extrémité nord de l'île, se trouve un éperon (stack) haut de près de 50 mètres, la Lange Anna.
La quasi-totalité des côtes des deux îles sont artificielles et résultent soit des efforts entrepris pour freiner l'érosion du littoral, soit des agrandissements gagnés sur la mer en vue d'accueillir des installations portuaires et militaires. Les eaux baignant les îles sont agitées de fort courants, notamment au nord. Les deux îles et leurs eaux environnantes constituent une aire protégée.

### Climat
Le climat de Heligoland est typiquement océanique avec des pluies réparties tout au long de l'année et une faible variation de la température. L'air, pauvre en pollen, est idéal pour les sujets allergiques.

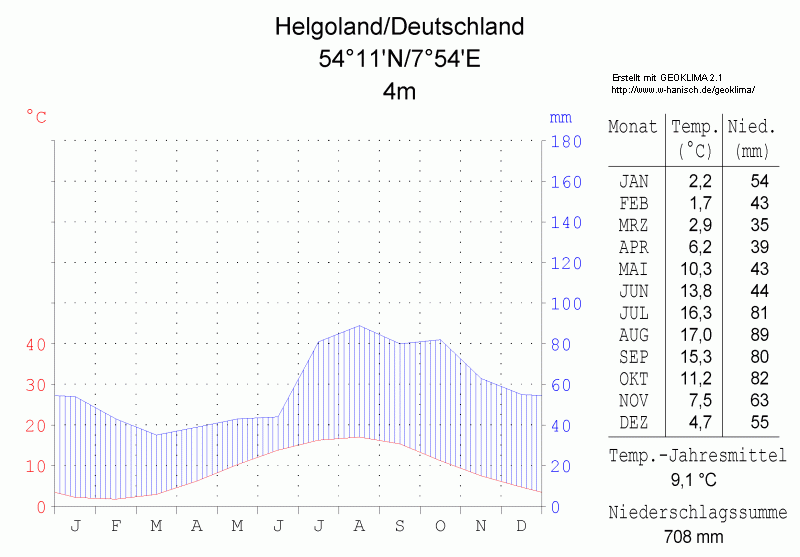
Diagramme climatique de Heligoland[4].
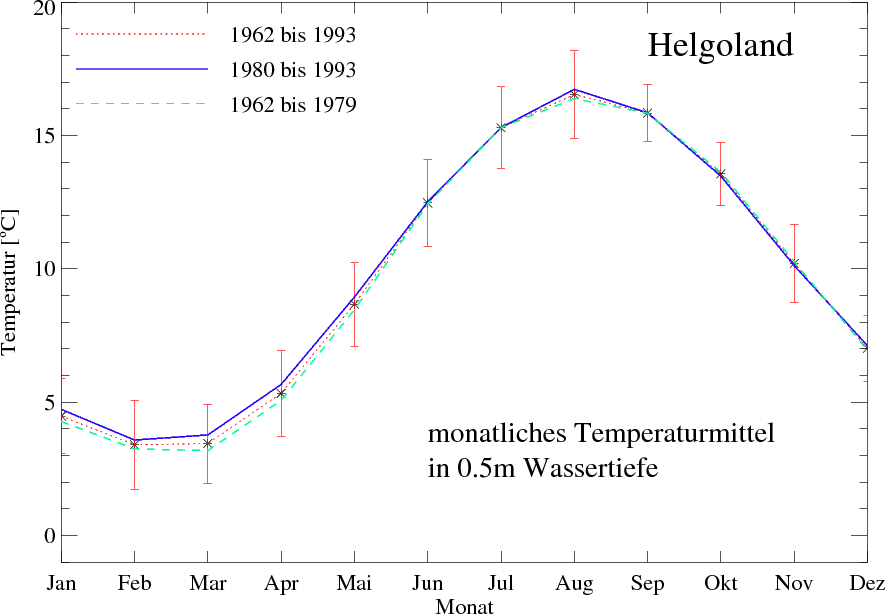
Variations saisonnières de la température de l'eau de mer autour de Heligoland.

Avec une moyenne de température hivernale de 2 °C, l’île jouit du climat  hivernal le plus doux d'Allemagne ; il est rare d’y descendre en dessous de −5 °C. Les eaux de la mer du Nord, réchauffées par le Gulf Stream, connaissent à 5 °C un record de froid. La situation de l'archipel en haute mer fait que les vents de Nord-est, resp. d'est, venus de Russie se trouvent réchauffés, si bien que les températures hivernales peuvent être plus élevées de 10 °C qu'à Hambourg, par exemple. Il y a, cela dit, fréquemment de la  brume et rarement du soleil l'hiver, mais rarement de la neige.
Le printemps y est plus tardif que sur le continent, de sorte que les températures ne commencent à remonter sensiblement qu'à partir du mois de mai.
Puis, l'été les températures atteignent environ 20 °C, et la nuit ne descendent pas à moins de 13 à 14 °C. Cela entraîne des précipitations plus fréquentes et une moindre durée d’ensoleillement. Les températures de la mer du Nord montent au mois d'août à 16-17 °C. Depuis 1962 une station météorologique est entrée en service à Heligoland ; elle mesure en continu la température de l'eau, sa salinité et d’autres paramètres. Depuis qu'elle existe, elle a enregistré une variation de la température moyenne de l'eau de 1,7 °C.
L'automne, qui survient en septembre, est souvent encore relativement chaud et se prolonge loin dans l'année ; c'est la saison la plus humide de l'année : la température se maintient à 10 °C et il pleut alors 15 à 20 jours par mois.
La température moyenne annuelle est aux alentours de 9 °C, et les précipitations moyennes de 700 mm. Les extrema se situent aux environs de −11,2 °C en février et 28,7 °C en juillet. Heligoland bénéficie en moyenne de plus d'heures d'ensoleillement que l’Allemagne continentale.
Déjà au début du XXe siècle, des figuiers venaient régulièrement à maturité sur l'île. On peut encore aujourd'hui admirer sur l'Oberland un très vieux mûrier. Depuis les années 1980, on a réussi ponctuellement à acclimater des palmiers et des cocotiers du Chili, ainsi que d'autres variétés peu ou pas adaptées au continent (certaines  plantes subtropicales sensibles au gel comme le laurier, le yucca, la cordyline ou le chêne vert).
| Mois                     | jan. | fév. | mars | avril | mai  | juin | jui. | août | sep. | oct. | nov. | déc. |
| ------------------------ | ---- | ---- | ---- | ----- | ---- | ---- | ---- | ---- | ---- | ---- | ---- | ---- |
| Température moyenne (°C) | 2,5  | 2,1  | 3,4  | 6     | 10,2 | 13,8 | 15,8 | 16,6 | 14,9 | 11,7 | 7,6  | 4,4  |
| Ensoleillement (h)       | 1,5  | 2,8  | 3,9  | 5,9   | 7,8  | 7,9  | 7,2  | 7,1  | 4,9  | 3,2  | 1,8  | 1,3  |
| Précipitations (mm)      | 56   | 33,9 | 46,1 | 38,3  | 43,3 | 54,8 | 58,7 | 65,3 | 76   | 81,5 | 95,5 | 69,2 |

## Géologie

### Formation géologique de l'archipel

#### La mer du Zechstein aux premiers âges
L'histoire géologique de la formation de l'archipel d’Heligoland ne remonte qu'à environ 260 millions d'années, à la fin du Permien, à l'ère Paléozoïque : au début du Zechstein, troisième époque du Permien, le continent primitif appelé Pangée fut submergé dans sa partie nord par un bras de mer arctique qui sépara l'actuelle Europe de l’Amérique : alors la mer Arctique recouvrit ce qui est aujourd'hui une partie de l'Europe centrale. La région d’Heligoland se trouvait recouverte par cette mer du Zechstein, dans ce qu'on appelle le fossé de l'Elbe. En raison du climat aride, l'eau s'évapora peu à peu, mettant à nu des évaporites consistant en dépôts de craie, de Dolomite, d’anhydrites et de sel : ces dépôts sédimentaires ont fait la richesse minière de l'Allemagne du Nord, exploitée tout au long de l'époque moderne.
La découverte, en 1913, du squelette fossilisé, long de 2,20 m, de Parotosuchus helgolandicus, un tétrapode primitif du groupe des temnospondyles, marqua une étape importante dans la paléontologie du Trias. On n'est pas parvenu à estimer le poids de cet animal, qui vivait il y a 245 millions d'années. Ses yeux, de petite taille, étaient placés assez haut sur le crâne. Il colonisait les mares périodiquement asséchées de la savane du crétacé qui recouvrait alors l'actuelle mer du Nord, et où il se nourrissait vraisemblablement de petits amphibiens et de reptiles.

#### Formation des roches à l'ère secondaire

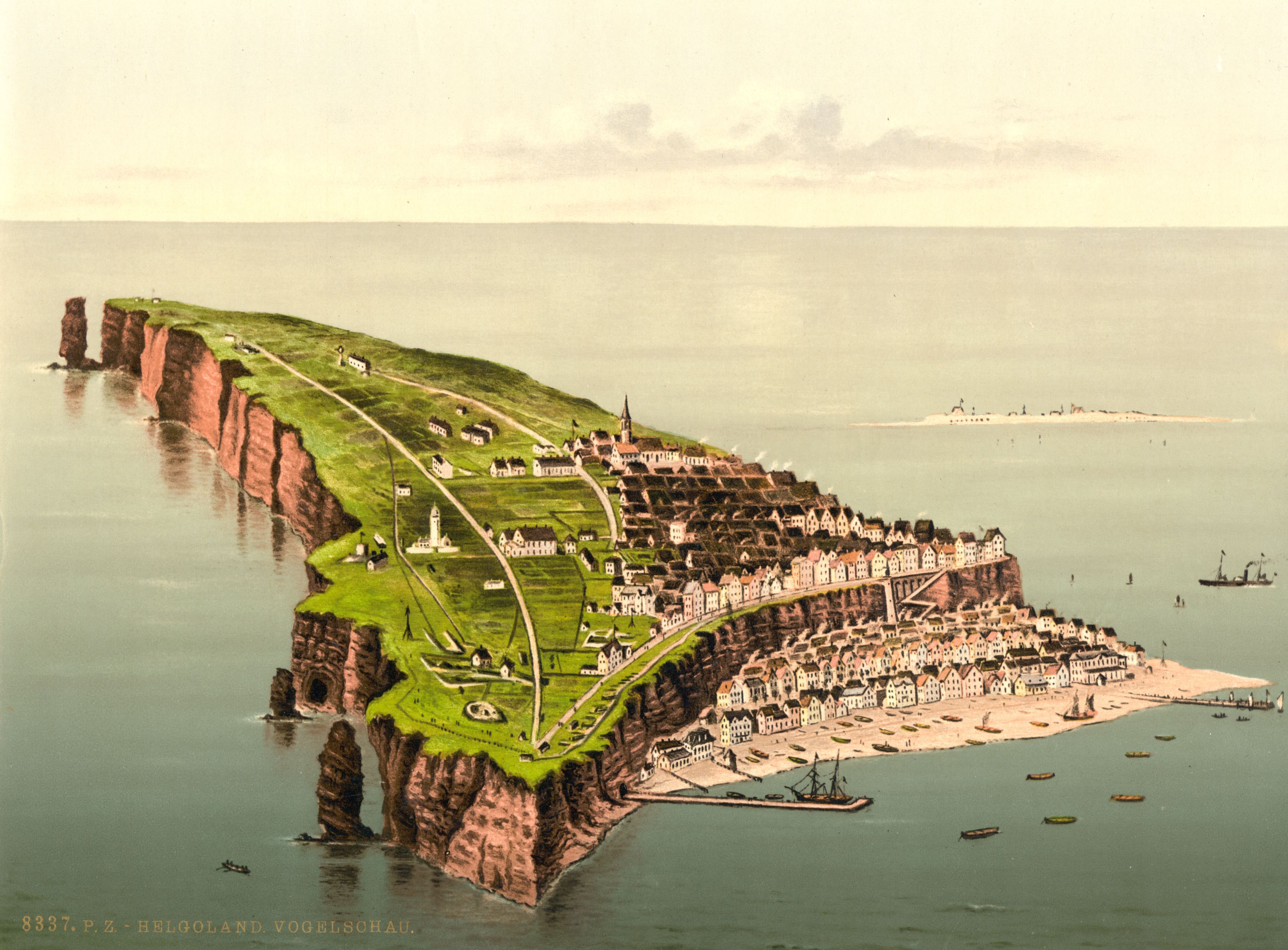
Heligoland sur une carte postale des années 1890-1900.

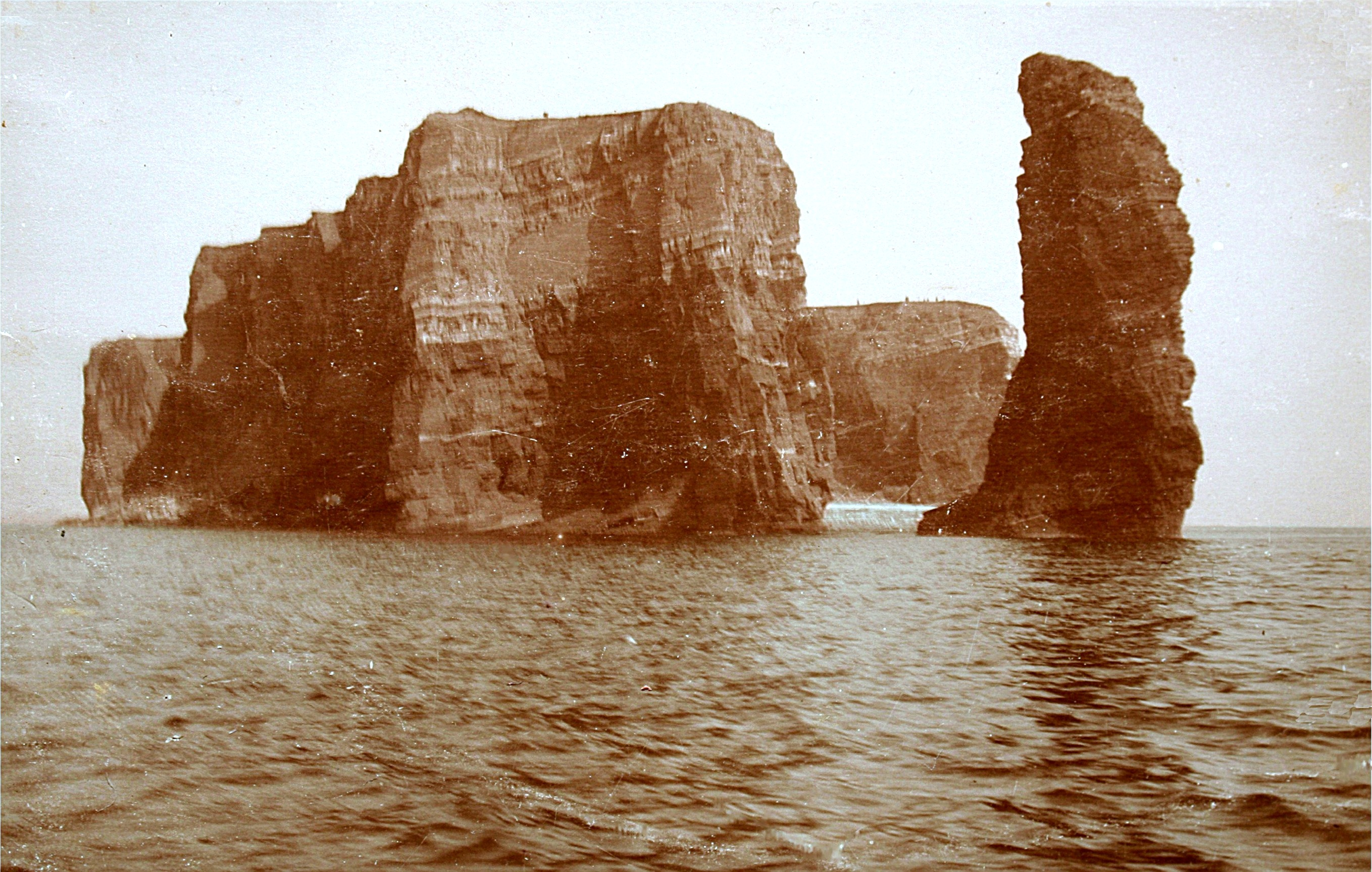
Heligoland à l'hiver 1929-30. À droite se dresse la « Grande Anna », gigantesque piton de grès bigarré.

Les processus de formation des roches les plus importants pour Heligoland sont survenus au cours des premiers Âges de la Terre. Le climat tropical et subtropical qui régna au début du Trias s'accompagna d'une érosion de la chaîne hercynienne du continent. Ce climat favorisa une latérisation, donnant naissance à des roches à forte teneur en fer et aluminium. L’oxydation de ces produits détritiques est à l'origine de la coloration rouge franche des couches de grès typiques d’Europe centrale.
De grandes quantités de matériaux détritiques résultant de l'érosion des hauts plateaux primaires ont été transportés et ont sédimenté sur de grandes épaisseurs formant les couches de grès bigarré. Le plateau sous-marin de Heligoland est fait de couches de grès de plus de 1 000 m d'épaisseur. Les îles ne sont que la fraction proéminente, émergée de cet énorme banc rocheux.
Aux époques géologiques postérieures, et d'abord durant celle du calcaire coquillier, les dépôts sédimentaires se poursuivirent dans la région d’Heligoland. Les dépôts de cette période ont, eux, une épaisseur de plus de 300 m. Un grand nombre de fossiles se retrouvent dans cet horizon, associé à des conditions climatiques particulièrement favorables à la vie animale : on y distingue de nombreuses espèces de poissons, de dinosaures marins, de mollusques et de gastéropodes.
Héligoland comporte également des dépôts de l'ère Crétacé, qui commence il y a 140 millions d'années. À ce moment, toute l'actuelle mer du Nord est déjà recouverte par l'océan. Le climat chaud et humide, toujours prévalent, explique là encore la richesse en fossile des horizons rocheux correspondants.

#### Les coulées de halite de l’ère Tertiaire
L'épaisseur considérable des couches sédimentaires en mer du Nord (et cela dès le Mésozoïque) tient au fait que la région formait alors une dépression : ainsi, même lorsque la mer était à son plus bas niveau, du Trias à l'ère Tertiaire, il continuait de s'y déposer des produits d'érosion des massifs environnants. Sous le poids des dépôts récents, les dépôts plus anciens se consolidaient chaque fois un peu plus.
La surrection des grès d'Heligoland est en partie liée à ce processus de consolidation qui, augmentant la masse volumique des dépôts conféra une cohésion accrue aux couches inférieures. L'équilibre hydrostatique se traduit en effet par une pression croissante avec la profondeur : les couches inférieures, plus fortement comprimées, sont les plus denses. Au Mésozoïque, les dépôts du Trias, puis la craie du crétacé et du tertiaire continuèrent de recouvrir les bancs de halite du permien.

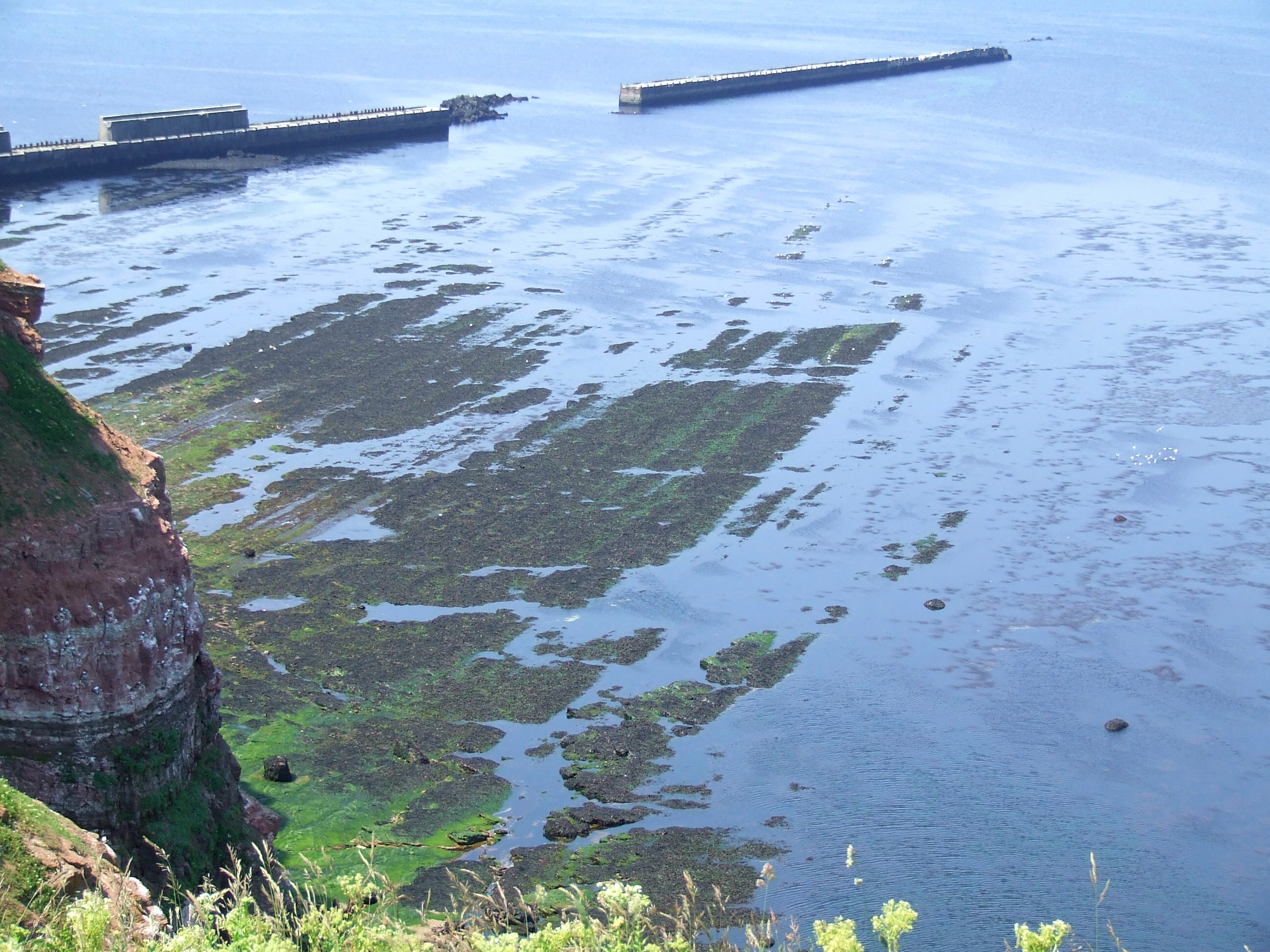
Un affleurement rocheux sous-marin (Felswatt) émergeant à marée basse au pied de la « Grande Anna ».

Les bancs primaires de halite continuèrent de se compacter jusqu'à atteindre la densité critique de 2,2 g/cm3, où le sel gemme présente une anomalie dilatométrique. Une fois ce seuil atteint, le sel gemme réagit par déformation plastique aux surcharges, et s'écoule tel un fluide visqueux à travers les points faibles de la croûte supérieure qu'il fait céder comme par des failles. Sous la pression de ces coulées, les couches supérieures de grès et de calcaire sont elles-mêmes repoussées vers la surface.
Le plissement des couches de grès et des autres couches géologiques sous la pression des coulées ascendantes de halite a laissé son empreinte sur la structure tectonique actuelle de Heligoland. Le pli de halite court selon un axe Nord-nord ouest–Sud-sud est, ce qui explique la direction du pendage des couches superposées, que l'on peut observer sur les faciès érodés des Felswatt du nord de l'île. Au cours du plissement, les couches ont glissé, si bien qu'on peut relever aujourd'hui une inclinaison des bancs de grès de 17° à 20°. Ainsi le long du littoral occidental de l'île de Heligoland on voit des couches ascendantes, et le long du littoral oriental des couches descendantes.

#### Persistance des promontoires gréseux à l’ère Quaternaire
La submersion du Quaternaire est une conséquence du refroidissement du climat au cours de l'ère Tertiaire. Les trois grandes ères glaciaires qui ont couvert de glaciers la moitié nord de l'Europe se sont accompagnées de profondes modifications du paysage.
Au cours de la Glaciation de Mindel (entre −480 000 et −300 000 ans) et de la Glaciation de Riss (entre −280 000 et −130 000 ans), l’inlandsis, dont il subsiste encore aujourd'hui des vestiges de moraine, recouvrit Heligoland. La poussée de la glace a dû s'accompagner alors d'un intense décapage mettant à nu les affleurements de halite des Görtels dans l'ouest de l'île. La transgression marine aux épisodes interglaciaires poursuivit le travail d'abrasion des roches superficielles.
Ce n'est que plusieurs milliers d'années après la fin de la dernière glaciation (celle de Würm, dite « glaciation de Weichsel » en Europe du Nord), alors que l'actuelle mer du Nord avait pris l'extension que nous lui connaissons aujourd'hui, qu'Heligoland, par suite du mécanisme des marées, commença à être séparée du continent par une érosion progressive de ses côtes, jusqu'à ne plus être reliée que par un isthme. On ne peut dater ni cartographier précisément ce processus d'insularisation. Les premières reconstitutions, fondées sur la profondeur actuelle de 12–15-m, suggéraient une continuité ancienne avec l'actuelle presqu'île d’Eiderstedt. Ce scénario est aujourd'hui considéré comme partiellement incorrect. Les altérations successives du trait de côte de l'archipel à époque historique jusqu'au XVIe siècle, lorsque les premières cartes marines tant soit peu fiables sont apparues, ne permettent pas de déceler un mécanisme de long terme. Les îlots éphémères de la région dont on indiquait la position dans les écoles médiévales de pilotage ont sans doute existé, sans qu'on en soit certain.

### Évolution récente du littoral

#### Évolution naturelle

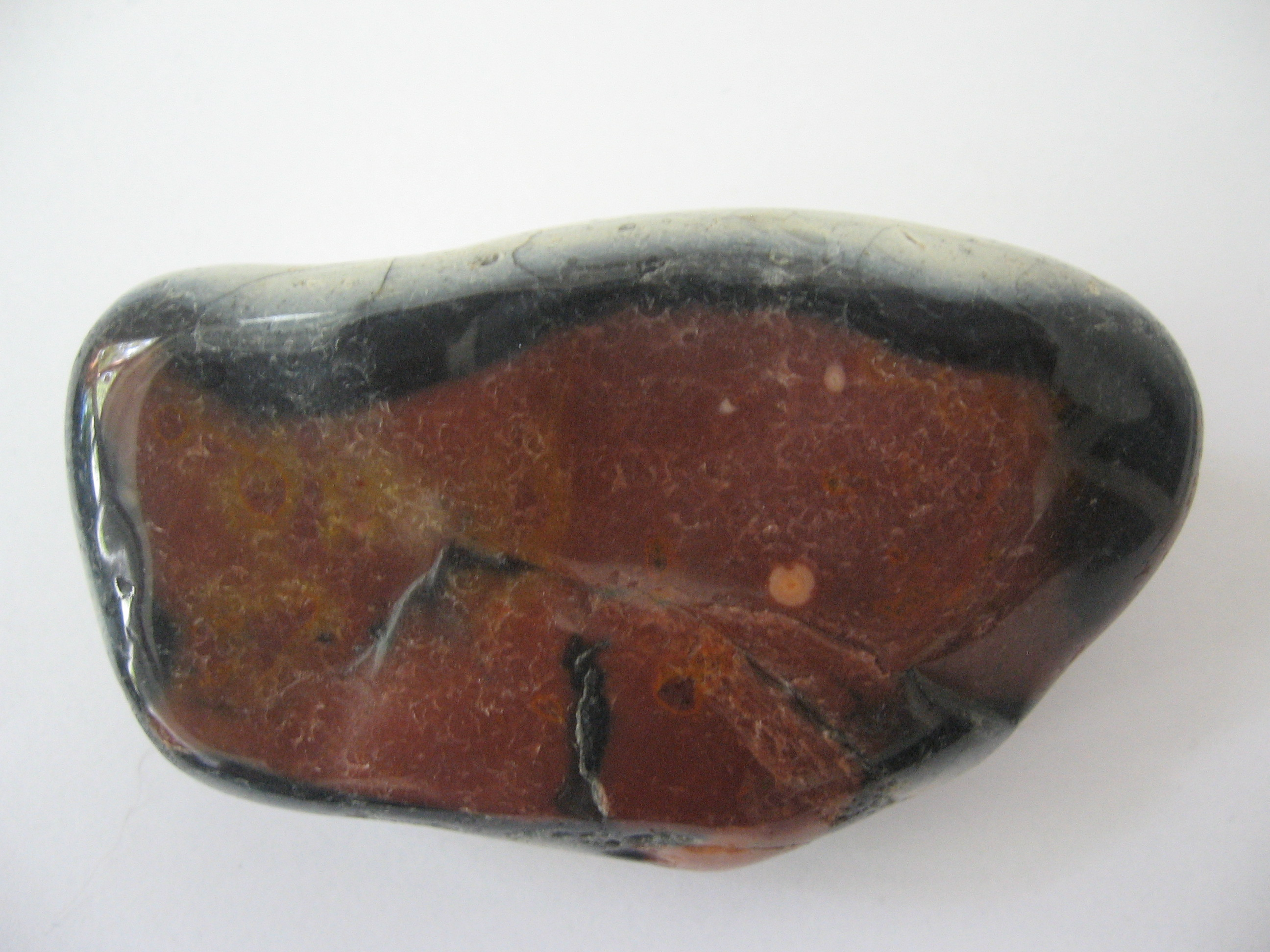
Pierre polie d’ambre rouge provenant d’Heligoland.

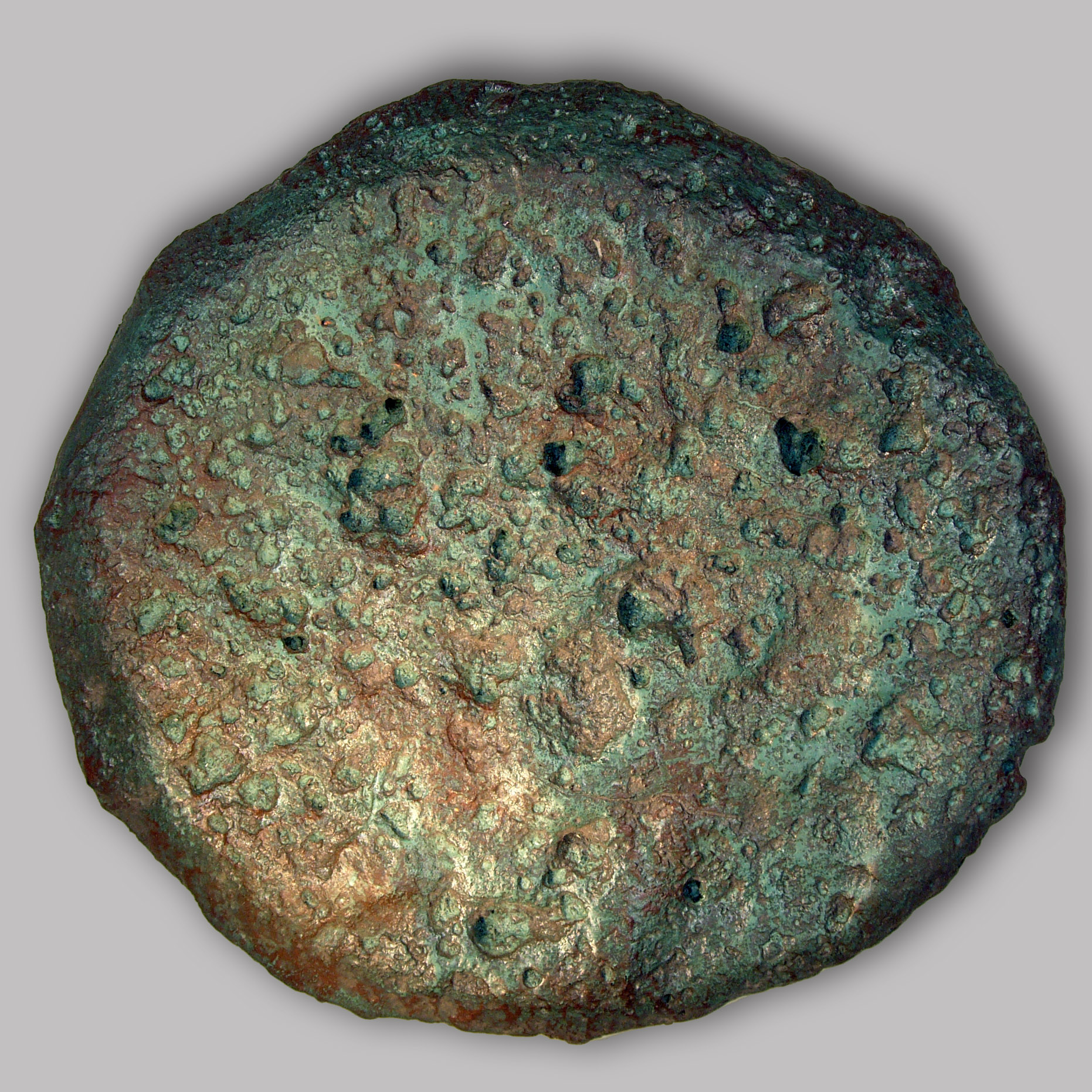
Lingot de cuivre trouvé dans les eaux au large de Heligoland en 1981

Les principaux phénomènes naturels affectant ces îles rocheuses sont l'érosion et l’abrasion dues au ressac.
Parmi les actions météoriques, le climat froid, qui favorise l'altération physique de la roche, joue un rôle considérable. L’action du gel fissure et fait éclater la roche, jetant sur le rivage une multitude d'éclats, qui se déposent au pied des falaises. Ainsi les falaises sont lentement érodées et le périmètre du promontoire rocheux diminue peu à peu.
Ce qui est typique du paysage d'Heligoland, c'est la formation de pitons rocheux (Hörner) séparés de l'île par des bras de mer (Slaps). Au fil du temps, et sous l'action de l'eau et des vents, les avancées isolées de rocher sont travaillées en arches naturelles, qui lorsque la voûte se brise enfin, donnent naissance à des aiguilles (stacks) dont la plus célèbre, qui seule subsiste à l'heure actuelle, est appelée « Grande Anna » (Lange Anna), avec une altitude de 48 m.

#### Action de l'Homme
Les premiers séjours de l'homme vers Heligoland ont sans doute été motivés par la richesse de l'île en minerais, notamment la teneur élevée du grès bigarré en minerai de cuivre. On y trouve non seulement de l’oxyde cuivreux et des carbonates cuivreux, mais aussi du cuivre à l'état natif, comme dépôt secondaire du Trias. Ces dépôts secondaires, qui, outre le minerai de cuivre, contiennent aussi du fer et d'autres métaux, ont été mis au jour par l'action des torrents coulant des flancs des monts hercyniens. Les vestiges d’un four et de lingots de cuivre découverts dans les eaux autour du port au sud, témoignent que jusqu'au Moyen Âge on extrayait et exportait du métal de cette île. L’analyse chimique des particules de charbon de bois agrégées aux lingots permettent de les dater du haut Moyen Âge. Les sources écrites de l'époque rapportent le naufrage d'un cargo chargé de cuivre au large de l'île. On peut encore voir aujourd'hui de nombreux blocs de cuivre au pied d'une ancienne carrière sur le littoral Nord.
Au Moyen Âge, l'extraction de pierre calcaire et de gypse se développa sur la falaise de Wittekliff. Cette carrière entama bientôt la paroi au point de la rendre instable, et elle ne survécut pas au raz-de-marée de 1721. Les autres campagnes de prospection ont tourné à l'échec, si bien qu'on n'a plus recueilli depuis longtemps d'ambre fossile dans l'archipel d’Heligoland.
Les mesures de protection du littoral ont bouleversé les contours de l'archipel : jusqu'au début du XXe siècle les falaises étaient battues par les vagues et une surface significative de terrain était perdue chaque année par l’abrasion et l’érosion météorique.
Vers la fin du XIXe siècle, l'accroissement de l'offre de logements s'accompagna d'un plan de protection des falaises contre l'érosion du ressac, dont la motivation n'était pas purement civile. Ainsi, de 1903 à 1927, on édifia un mur de protection le long du littoral ouest, le plus agressé par les éléments. Par la suite, dans le cadre d'un projet dit « projet Hummerschere », les mesures de préservation s'étendirent aux littoraux Nord et Est et à la petite île de Düne : les travaux entrepris devaient en fait marquer le début de la poldérisation du Nord-est d'Heligoland et l'extension continue de la superficie de Düne.
Mais les murs de soutènement ont été impuissants à combattre l'érosion déjà active de certaines masses rocheuses : on le voit à l'altération du socle des falaises, qui est entamé par endroits jusqu'au pied des murs. Là où le socle était autrefois épargné par les marées, il est maintenant réduit jusqu'à atteindre la base des murs. À la suite des travaux entrepris, le littoral d'Heligoland a effectivement cessé de régresser, mais il est menacé à plus long terme par l'action des infiltrations internes aux falaises, qui se végétalisent de plus en plus.
La dernière agression significative des contours de l'île est intervenue au cours de la Seconde Guerre mondiale : le 18 avril 1945, le refuge de U-Boot de l'île fut la cible d'un bombardement stratégique de la RAF, qui continua d'utiliser l'île comme cible d'entraînement dans les années d'après-guerre. Le plateau porte encore la trace des cratères laissés par les bombardements.
Exactement deux ans après l'attaque aérienne, le 18 avril 1947, peu avant 11 h, les Alliés dynamitèrent l'ensemble des installations de l'armée allemande ainsi que toutes les munitions qui avaient été trouvées sur l'île, afin de rendre Heligoland inutilisable à des fins militaires par la suite. L'explosion de 6 700 tonnes, de munitions ébranla l'île et son socle rocheux jusqu'à une profondeur de plusieurs milliers de mètres et a notablement modifié l'aspect général du site[Comment ?].

## Faune et flore

### LeFelswattet sa forêt de kelp
La réserve naturelle du Felswatt d’Heligoland est l'une des plus singulières d'Allemagne, avec plus de 300 variétés d'algues connues. La frange littorale est colonisée par l'algue Blidingia minima et les algues rouges (Porphyra) ; plus haut on trouve l'espèce Fucus spiralis, tandis que le socle sous-marin (appelé Felswatt) est couvert de fucus vésiculeux ou dentelé et de laitue de mer. En pleine mer, le socle est couvert de colonies d’anguilliers et de laminaires,  Saccharina latissima et Laminaria hyperborea, qui poussent jusqu'à une profondeur de 8 m sous les plus basses eaux.

### Végétation d’Heligoland et de Düne
Le pied des falaises consiste en une alternance de battures et de parcelles de prés salés colonisées par une flore halophyte caractéristique où dominent l'Obione, l'Arroche des grèves, l'Armoise maritime, la Bette maritime et la Spergulaire marine. Sur les escarpements des falaises, on trouve le Chou commun (appelé localement Klippenkohl), l'Armérie maritime, le Plantain maritime et le Cranson du Danemark. Le plateau est une prairie. Les forts vents qui balaient les îles empêchent les arbres de pousser : les seuls spécimens existant ont poussé à l'abri de la serre du refuge ornithologique ou ont été amenés à l'état de baliveaux depuis le continent.
L'essentiel de l'île de Düne est couvert de sable gris ou blanc, où prospèrent les épineux comme l'Argousier ou le Chalef argenté. Sur le cap sud-est de Düne, appelé localement Aade, on trouve des rejets de Soude brûlée, de Cakile et de Pourpier de mer.

### Avifaune
Les escarpements du rocher de Lummen sont densément colonisés par les guillemots, mouettes tridactyles, goélands, pingouins, fulmars et de nouveau depuis 1991 par les fous de Bassan. Au cours de leurs migrations de printemps et d'automne, des nuées d’oiseaux migrateurs trouvent refuge sur l'île ; un observatoire ornithologique procède au baguage et au recensement des individus. L’avifaune de Heligoland est l'une des plus variées d'Europe, avec plus de 370 espèces contactées.

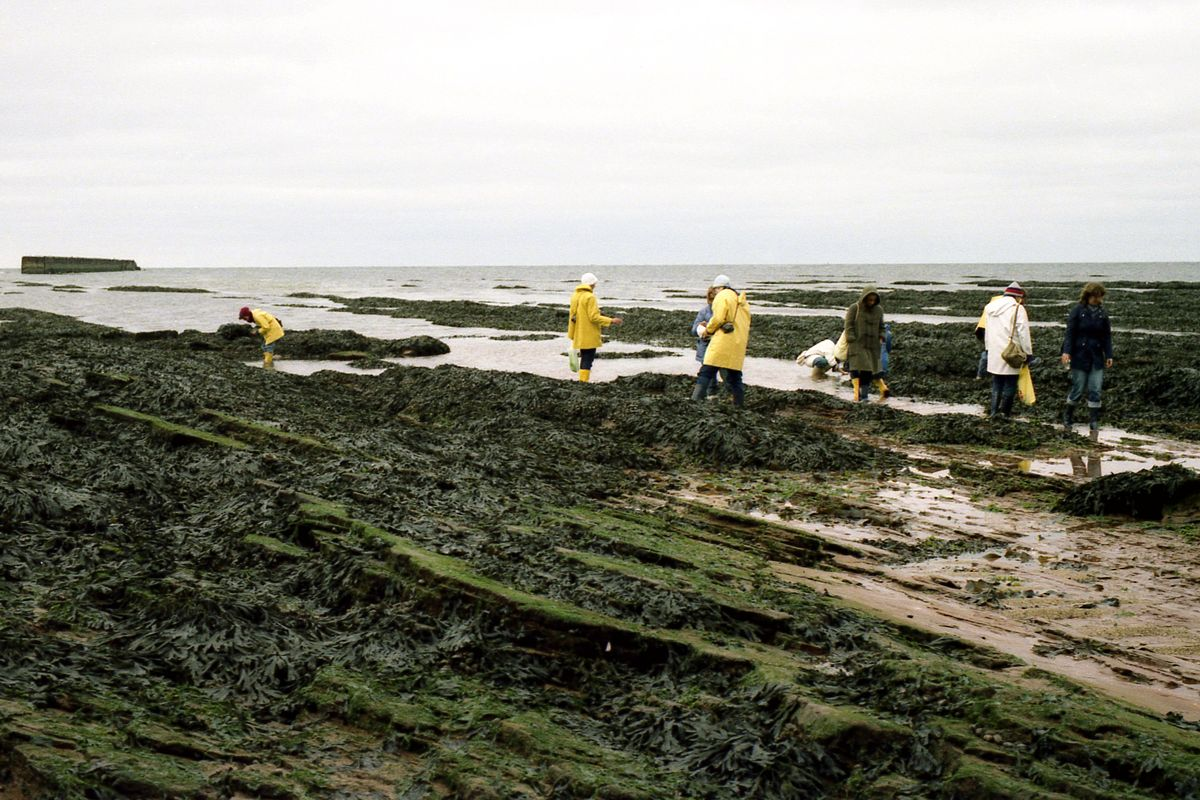
Les affleurements rocheux sous-marins sont appelés localement Felswatt.
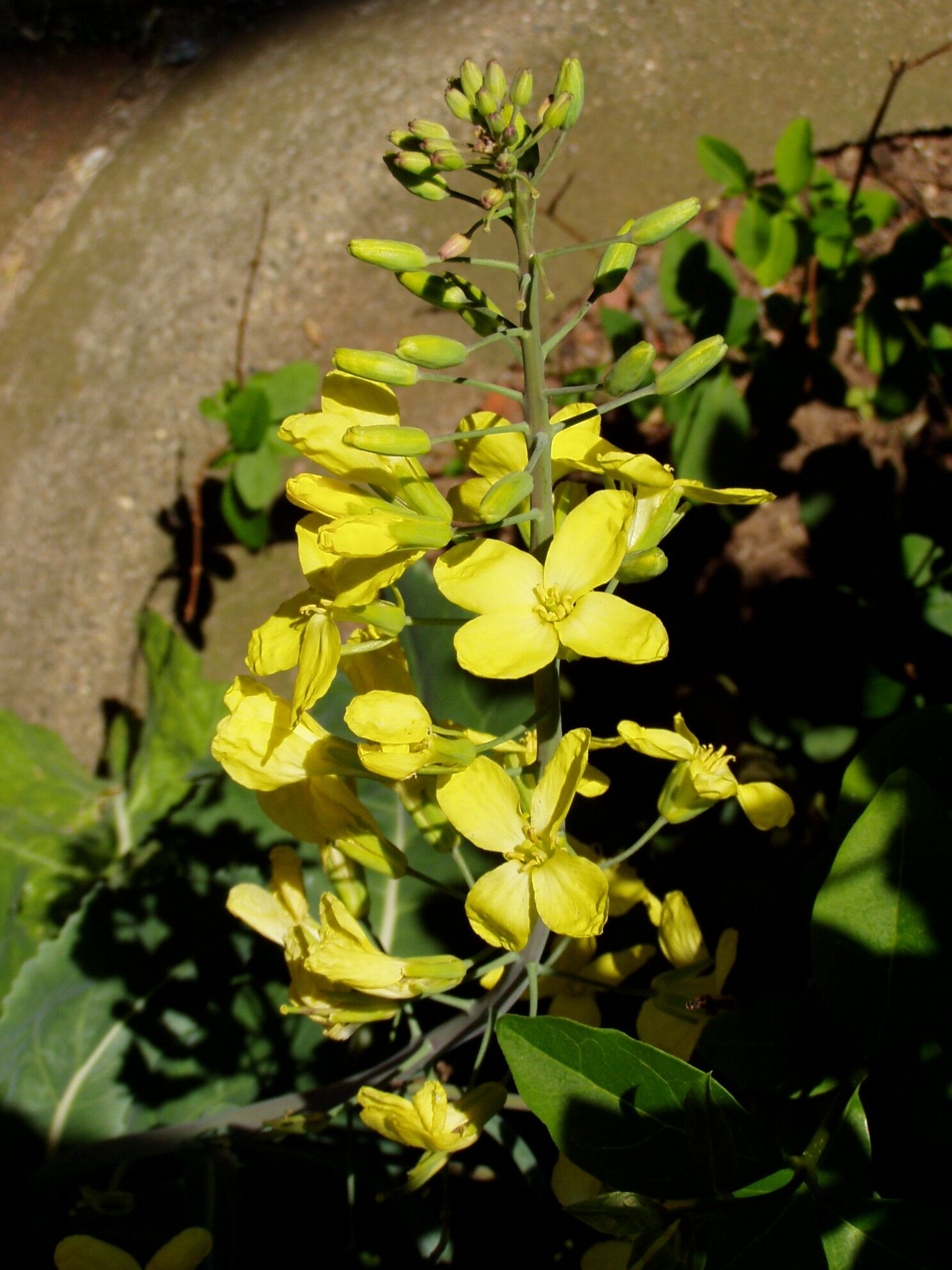
Le chou des falaises (Klippenkohl) est une variété de chou sauvage.
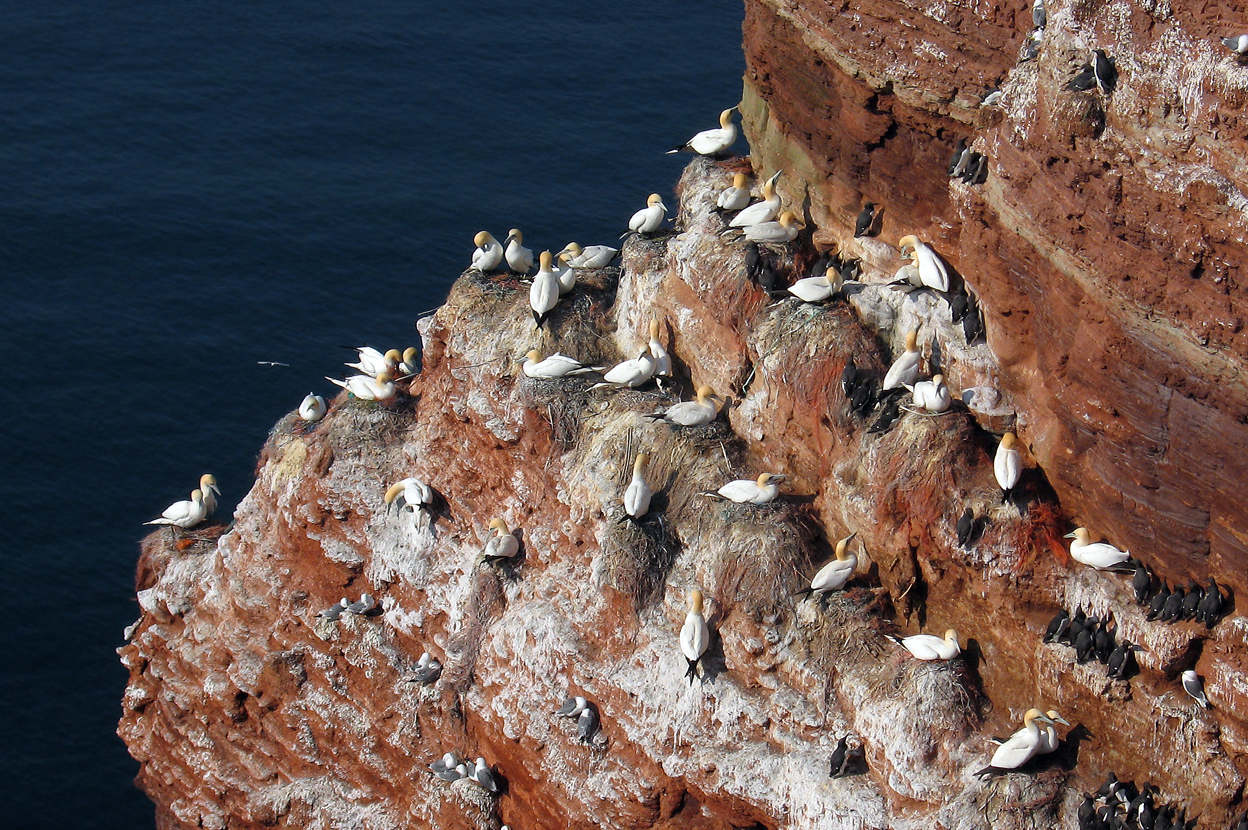
Le rocher de Lummen peuplé de fous de Bassan, guillemots et mouettes.
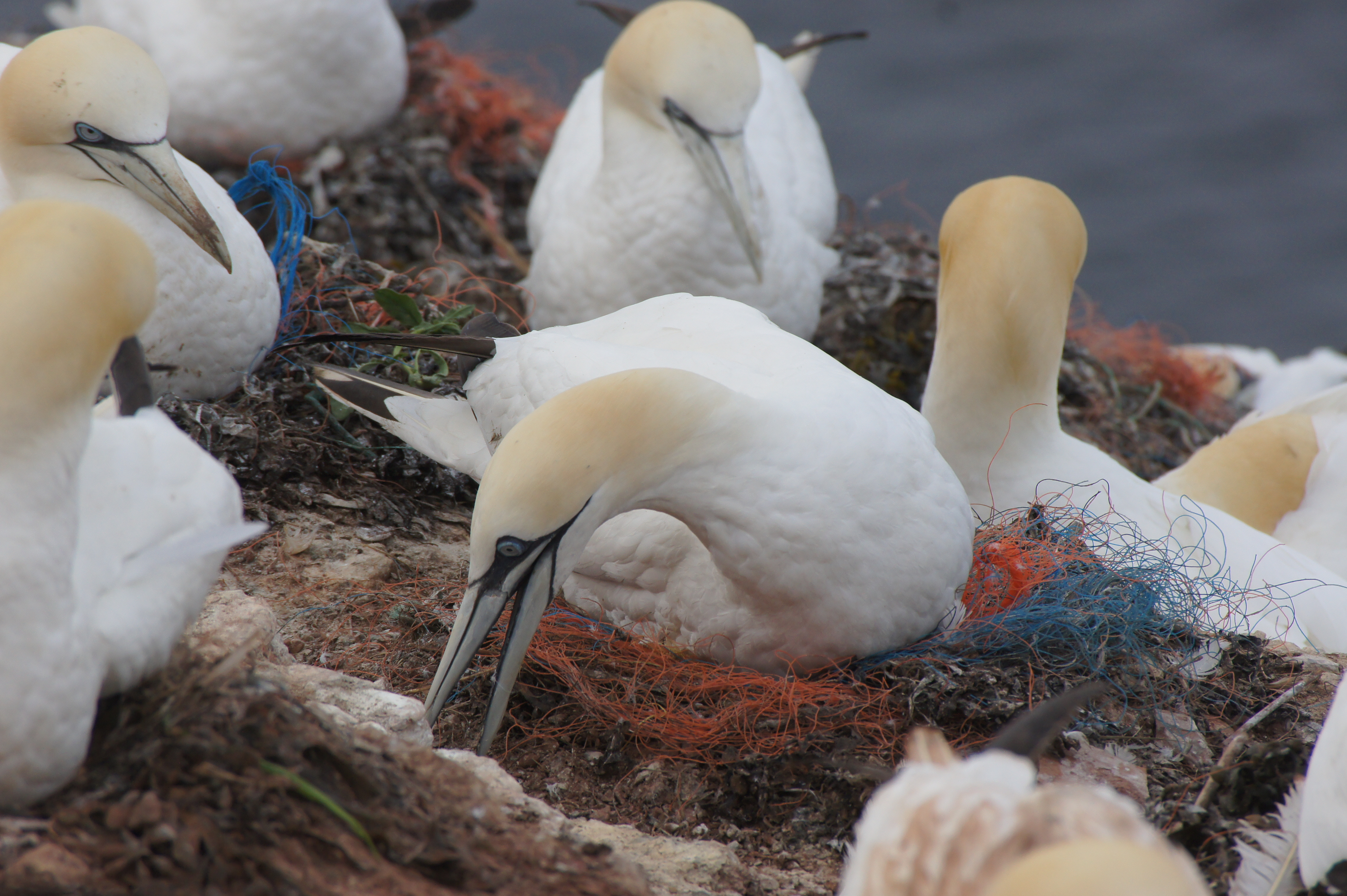
Fou de Bassan ayant fait son nid de déchets plastiques, exemple de contamination du milieu marin par les plastiques à Heligoland. Mai 2013.

## Histoire

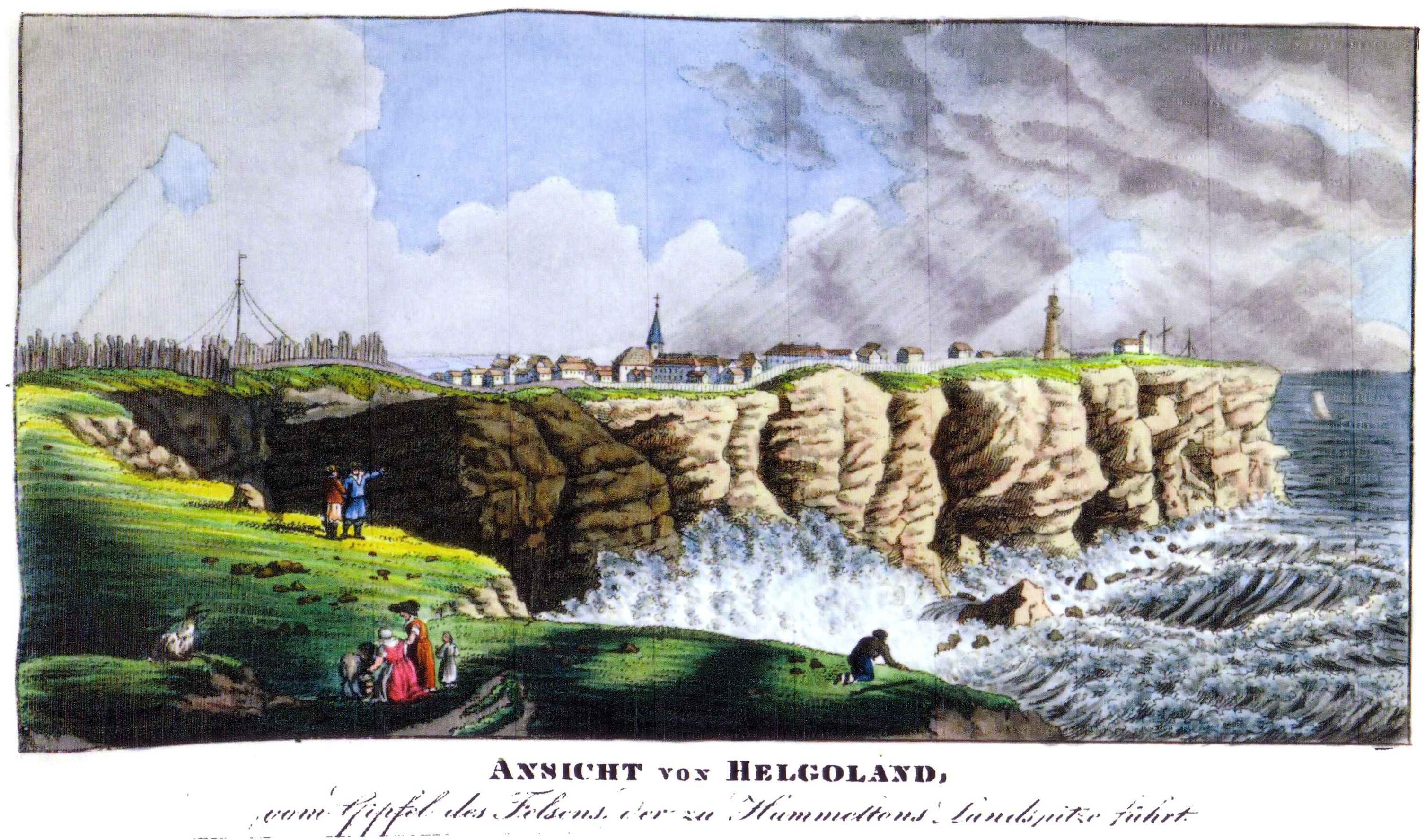
Gravure sur cuivre en couleur de 1826 représentant une vue depuis l'Oberland du Nord (à gauche) et des habitations (dernier plan).

L'île de Heligoland accueillait un sanctuaire dédié à Fosité, le dieu marin du peuple frison, d'où l'ancien nom donné à l'archipel : Fositeland.
La garnison danoise en fut chassée par une escadre de la Royal Navy le 31 août 1807. À partir de 1808, des licences de commerce délivrées par le gouvernement de Londres à des négociants britanniques fit de Heligoland une plaque tournante de la contrebande permettant de contourner le blocus continental instauré par Napoléon Ier. L'archipel fut officiellement annexé en 1814 par le Royaume-Uni au terme du traité de Kiel mettant fin à la guerre des canonnières que menait le Danemark en réponse à l'agression britannique de 1801. En 1855, il servit de base de formation à la légion étrangère levée en Allemagne par le gouvernement britannique pour combattre l'Empire russe durant la guerre de Crimée.
En 1890, selon les termes du traité Heligoland-Zanzibar, le Royaume-Uni échangea Heligoland avec l'Empire allemand contre certaines possessions allemandes en Afrique de l'Est et la promesse de l'Empire allemand de ne pas interférer dans la politique britannique concernant le sultanat de Zanzibar. Le traité de Versailles du 28 juin 1919 laissa cette île à l'Allemagne,, non sans que ses batteries terrestres soient détruites (1922).
Heligoland subit des bombardements en 1944 et 1945, ce qui entraîna l'évacuation de la population allemande à la fin avril 1945. L'archipel fut occupé en mai par les Britanniques qui l'utilisèrent  comme champ de tir. Il fut restitué à la République fédérale d'Allemagne en mars 1952, ce qui permit le retour de ses habitants. L'activité économique est depuis lors tournée vers le tourisme.

## Administration
Heligoland constitue une commune d'Allemagne dans l'arrondissement de Pinneberg du Land de Schleswig-Holstein.
L'île d'Heligoland ne fait pas partie de l'espace de TVA intracommunautaire, comme les DOM pour la France.

## Transport
En matière de transports, la circulation des voitures est interdite sur Heligoland. Il y a même une section spéciale dans la réglementation allemande (Straßenverkehrsordnung) interdisant l'utilisation des voitures sur l'île. Certains véhicules sont malgré tout exemptés de l'interdiction, du fait d'une dérogation fournie par le maire de Heligoland. Ce sont les services de secours, les policiers, les services d'incendie et la douane. En outre, il faut compter aussi certains véhicules de construction et un taxi.
Le vélo est aussi interdit sur l'île, même s'il y a là aussi des dérogations accordées en dehors des périodes de forte affluence touristique. Pour se déplacer, les habitants de l'île privilégient donc la marche et la trottinette, particulièrement populaire car elle échappe aux restrictions de circulation.

## Personnalités liées à la ville
- Robert Knud Friedrich Pilger (1876-1953), botaniste né dans l'île
- James Krüss (1926-1997), poète né dans l'île

## Dans la culture

### Physique
En juin 1925, le physicien allemand Werner Heisenberg partit sur l'île d'Heligoland (où le pollen est quasiment absent) pour échapper aux symptômes d'une mauvaise crise de rhinite allergique. Il y mit en place la première définition complète et correcte de la mécanique quantique. Il écrivit plus tard : « Il était environ trois heures du matin lorsque la solution aboutie du calcul m'apparut. Je fus tout d'abord profondément secoué. J'étais si excité que je ne pouvais songer à dormir. J'ai donc quitté la maison et attendu l'aube au sommet d'un rocher ».

### Cinéma
En 1922, Heligoland sert de décor à quelques scènes du film allemand Nosferatu le vampire de Friedrich Wilhelm Murnau.
En 2018, une partie du film L'Inciseur se passe sur l'archipel d'Heligoland.

### Musique
L'épisode de la bataille de Heligoland inspira au compositeur autrichien Anton Bruckner une cantate profane portant le nom allemand de l'archipel (Helgoland), pour chœur d'hommes et grand orchestre et publiée en 1893.
Heligoland donne son nom au cinquième album studio du groupe britannique Massive Attack.

### Jeu de société
La baie de Heligoland est l'une des dix-neuf provinces maritimes figurant sur le plateau du jeu de société Diplomacy. Ce jeu reconstitue les affrontements entre puissances européennes au début du XXe siècle.

### Légende littéraire
Jürgen Spanuth, pasteur protestant et archéologue amateur, considère que la cité mythique de l'Atlantide se serait située dans la région actuelle d'Heligoland. Ces hypothèses avaient déjà été soutenues par plusieurs autres auteurs sous des formes différentes, notamment Rainer W. Kühne, Adolf Schulten, Otto Jessen, Richard Hennig, Oscar Broneer, Albert Hermann, Karl Georg Zschaetzsch, Olof Rudbeck et Rhys Carpenter.

### Drapeau
Le drapeau de Heligoland est composé de trois bandes horizontales dont les couleurs sont le vert, le rouge et le blanc. Les armoiries de l'île ont les mêmes couleurs, selon la description donnée dans ce court poème :
| Allemand                                                                                   | Bas allemand                                                                             | Frison septentrionale                                                                         | Français |
| ------------------------------------------------------------------------------------------ | ---------------------------------------------------------------------------------------- | --------------------------------------------------------------------------------------------- | --- |
| Grün ist das Land, rot ist die Kant, weiß ist der Sand, das sind die Farben von Helgoland. | Gröön is dat Land, rood is de Kant, witt is de Sand, dat sünd de Farven van't Helgoland. | Grön es det Lunn, road es de Kläwwkant, witt es de Sunn, det sen de Téken van't Hillige Lunn. | Que le vert soit la terre, Que le rouge soit la falaise, Que le blanc soit le sable, Ce sont les couleurs d'Heligoland. |

## Phares
- Phare d'Heligoland
- Phare de Düne